# Web拍手
web拍手（ウェブはくしゅ）とは、ウェブサイトの管理者に対して匿名で応援の意を示すために開発されたスクリプト、またはサービスの名称。
ウェブサイト管理者がこれを設置すると、ウェブサイト上にボタンが表示される。閲覧者はこのボタンを通し、「拍手」やメッセージを管理者に送信することができる。自らを名乗ることなくウェブサイトやその管理者に対して好意や声援の意思を伝達させるために、だんでぃ（ハンドルネーム。以下「提唱者」）が開発した。
本物の拍手の擬音にちなみ、ぱちぱちやパチパチと称されることもある。

## 狭義の定義
web拍手はまた、それらに関連する一式の総称でもある。たとえばweb拍手は、前述した以外の定義として次に挙げるようなweb拍手に関連した定義も兼ねている。
- スクリプト
- サービス

スクリプトの無料または有料のレンタルサービス。

### スクリプトとしてのweb拍手
web拍手は、web拍手の一連のプロセスを実際に担うために必要なスクリプトの定義も兼ねている。そのスクリプトは次に挙げる2点のスクリプトに機能が分けられている。
clap.cgi
本体。次に挙げる一連の処理を担うスクリプト。
1. 拍手（あれば一言メッセージも）を自身のスクリプトに向けて送信する。
2. 送信された拍手（+一言メッセージ）をログファイルに書き込む。
3. 無事に拍手（+一言メッセージ）が送信され、ログファイルに書き込む処理が完了したことを示す画面を出力する。

kaiseki.cgi
送信された拍手の記録をログファイルから読み込み、ブラウザ上に出力するスクリプト。

### サービスとしてのweb拍手
web拍手は、前述のスクリプトを、次の2通りの方法で公式サイト、もしくは同コンセプトの下に作成・提供された、他のスクリプト作者サイトより入手できる。
- スクリプトのレンタルサービスに加入する。
- 無料配布されているスクリプトをダウンロードし、自身のサーバスペース上に設置する。

インターフェースはCGI、プログラム言語はPerl版のみの提供となっている。

## 拍手の送信法
本節では、提唱者による実装を基に解説する。

### 処理の流れ
拍手を送信し、確認の画面が表示されるに至るまでの詳細は、次に挙げる処理の流れからなる。尚、全ての処理はclap.cgi側が一手に引き受け、kaiseki.cgi側は起動しない。
1. サイト管理者のウェブページの入力フォーム内に設置された「拍手ボタン」を押す。
2. 呼び出された拍手スクリプトが起動する。
  1. ログファイルを読み込む。
  2. ログファイルが制限分の内容かどうか取捨選択する。
    1. 万一、拍手を悪意ある連続投稿と見なせば、ここで終了画面を用意する。
    2. 拍手送信者のユーザーエージェントに出力し、終了する。

  3. ログファイルに書き込み処理を行う（結果を得るための必須動作は、この時点で終了）。
  4. 書き込み処理完了画面を用意する。
  5. 拍手送信者のユーザーエージェントに出力する。

### ログファイルに記載される内容
ログファイルに記載される内容は、大筋で次に挙げる通りとなっている。
レンタル版
非公開（少なくとも下記無料スクリプト配布版で挙げた2点を記録していることは、同じくレンタルが可能なkaiseki.cgiにアクセスすることで確認できる）
無料スクリプト配布版
次に挙げる2点である。
- - いつ拍手が送信されたのか
  - 一言メッセージは添付されたか。されていたら、どのような内容か。

### 書き込み処理完了画面
拍手送信後は、拍手の送信を送信者に通知する画面が用意され、ユーザーエージェントに標準出力される。この画面は1パターンから何パターンかにわたって複数のパターンを設定でき、そのいずれか 1 パターンのみがランダムに表示されるように設定することもできる。このパターンは有料／無料によるレンタル版においてスキンと呼ばれるテンプレートパターンが予め6種類用意されており、その中から好みのパターンを任意選択することで、拍手通知の画面作成を容易に設定する事ができる。任意に拡張も可能で、その具体的拡張例として次に挙げるような拡張例を確認できる。
- ランダムに複数のパターンを任意選択する機能を利用した、そのページのみでしか閲覧出来ない詩や散文などの創作物を表示
- 本物の拍手音を録音した音声ファイルを読み込ませ、まるで本当に閲覧者自身が手を叩いての拍手を送っているかのように錯覚させる行為の再現

clap.cgiが動的に作成した処理完了画面には、拍手ボタンも継続して設置した入力フォームが用意されており、このスクリプトから拍手を連続して送信する事も可能である。一方で有り余る拍手の送信は感謝の意味を通り越した悪戯行為やDoS攻撃に受け取られかねないとして、連続投稿は提唱者開発のスクリプトにおいて10回分まで（無料スクリプト配布版の場合は初期設定値として指定）の設定がされている。
また処理完了画面に表示された入力フォームには、簡単な一言メッセージを添付するための入力欄が追加されている（もし設置者がHTMLやPerlに通じているのなら、自身のウェブサイトに拍手を送信するための入力フォームを拍手ボタンとともに設置する時点で予め追加しておく事は理論的に可能である）。ウェブサイト管理者に対して名を名乗る行為ができれば、拍手だけに留まらない、更なる謝辞をウェブサイト管理者に対して拍手と共に告げられるなどの、テキストにおける幅広い表現法を可能としている。

## 拍手の確認方法
拍手はkaiseki.cgiにアクセスすることで確認できる。解析画面には次に挙げる内容が一覧表示される仕組みになっている。
当日分の拍手
何日の、何時に、どれだけの量の拍手があったのか。
一言メッセージ
公式のレンタル版は、累計で5投稿分までのメッセージを保持する。
過去数日分の拍手
その日、いくらの拍手があったのかの累計を日単位で表示。これは公式のレンタル版は14日まで記録を保持する。
この解析画面にはパスワードを設定する事もできる。その場合には解析画面の閲覧をスクリプトの設置者自身や、パスワードを周知する一部人物のみとすることができる。この別の方法や、更に二重に輪をかける方法として、kaiseki.cgiのファイル名を変更するなどの措置を事前にとり、拍手解析用のスクリプトの存在を閲覧者に対して非公開にするという方法や。スクリプトを設置し起動するそもそもの行為をkaiseki.cgiを設置し起動する時のみとする方法も存在する。

## 問題点
前に挙げた一連の特徴を持ったweb拍手には、その一方で次に挙げるような問題点が利用者他web拍手関係者から指摘されている。
- 拍手と共に添えられる一言コメントの内容には、管理者を誹謗・中傷する内容が添付される恐れがある。

web拍手は誰でも気軽に拍手を送信できるようにとの提唱者のポリシーから、提唱者自身の公式サイト内で次の2通りの方法で公開されているスクリプトは2006年9月現在、IPアドレスや何処からのアクセスか（リファラ）、ユーザーエージェントなどの個人を特定する情報の取り扱いに関して次に挙げるような処置をとっている。
- - 無料／有料によるレンタル版
    - 記録しているが、公開しない。公的機関（警察署や裁判所等）からの公開申請には応対する。

  - スクリプトの無料配布版
    - 取得し、記録するルーチンを除外。改造による機能復帰には「ノーコメント」。

このためkaiseki.cgiを閲覧者に一般公開とした場合、拍手に添える一言メッセージに対して前述で挙げた誹謗・中傷発言をも閲覧者に対して公開してしまい不快感を与えてしまう恐れがある。
- 礼はいらないという思いで送信した拍手に対して、やはり何か一言でも送信した先の管理者自身による返信が欲しいと思った拍手送信者側に対し、kaiseki.cgiの解析画面で拍手を確認した管理者側が満足し、その思いが届かない恐れがある。

これには拍手の入力フォームやスクリプト設置のウェブサイト上に設置されたコンテンツ「日記（ブログ）」や「掲示板」などの閲覧者と管理者との対話を目的としたコンテンツ内で「○時に拍手の人、ありがとうございました!」などの管理者自身の生の応対をもって対応が行われている例を確認できる。

## web拍手誕生の経緯
web拍手は、ろじっくぱらだいすの管理者であるワタナベ（ハンドルネーム）が提案した「自分のウェブサイトに好感を抱いてくれたのなら、投げ銭（カンパ）をして欲しい」という閲覧者に対して任意にカンパを要求する、ワタナベ提唱のweb投げ銭からである。これを提唱者が、結論に至る具体的な心理的経緯は不明だが「閲覧したウェブサイトに好感を抱いたのなら、その管理者に対して金銭ではなく感謝の心を、その意思表示を提示すべきではないのか」と発言の趣旨を変え、ワタナベがweb拍手という独自に編み出した方法をもって提唱していったところに始まる。
提唱者自身も、このワタナベ提唱のweb投げ銭の意図するところを心得てか、いつしか取りやめたものの一時期は運営資金の足しにとweb拍手と共にweb投げ銭をeBANK開設の口座振込という形で実践していた。2006年9月現在、web拍手公式サイト（外部リンク参照）の運営資金は、各所に取り付けられたアフィリエイトによる収入で賄われている。